# Sean Delaney
Prentice John „Sean“ Delaney Jr. (* 8. Januar 1945 in Tempe, Arizona; † 13. April 2003 in Utah) war ein US-amerikanischer Musiker, Produzent, Roadmanager und Musikautor, der besonders durch seine Arbeit mit Kiss bekannt wurde, die bereits in den frühen 1970er Jahren begann und bis in die frühen 1980er Jahre anhielt. Aufgrund seiner engen Beziehung zur Gruppe (er war Co-Autor einiger Songs und gilt als der Erfinder großer Teile der Bühnenchoreografie von Kiss) gilt er vielen der Band nahestehenden Menschen und Fans als deren fünftes Mitglied.

## Werdegang
Sean Delaney war der Sohn von Dorothy Johnson Delaney und Prentice John Delany und hatte einen Bruder, Leon, sowie eine Schwester, Dorre Delaney Nichols. Er besuchte die Pleasant Grove High School in Cranbury, New Jersey, wo er unter anderem lernte, Piccoloflöte, Flöte, Oboe, Fagott und Saxofon zu spielen. Nach dem Abschluss meldete er sich freiwillig zum Dienst in der US Army. Er wurde Soldat in der 101st Airborne Division und absolvierte seine Grundausbildung in Fort Benning, Georgia. Er meldete sich später für den Militärmusikdienst in der Marching Band der Division in Fort Campbell, Kentucky, wo er Oboe spielte.
Nach dem Militärdienst zog er zunächst zu seinen Eltern, die nach Utah gezogen waren, und erlernte den Beruf des Friseurs, anschließend zog er nach San Francisco. Von dort aus reiste er, meist per Anhalter, durch die USA. Nach einem Besuch bei seiner Schwester, die inzwischen in Maine lebte, trampte er nach New York City und mietete sich im YMCA ein.
Sein erstes Geld verdiente sich Delaney als Kellner im East Village. In den späten 1960er Jahren hatte er sich bereits einen Namen als Sänger für verschiedene Formationen in der Gegend gemacht. Eine dieser Gruppen, "Sean Delaney and Trust", bekam einen Plattenvertrag bei Elektra Records; eine weitere Gruppe, an der Delaney beteiligt war, nämlich "Natural Justice", wurde von Clive Davis zu Columbia Records geholt und erhielt dort ebenfalls einen Vertrag.
Später gründete Delaney eine Firma mit dem Namen "Music Departement". Sein Partner war Howard Marks, der später zur Finanzmanagementfirma Glickman/Marks gehören sollte, die die Finanzen von Kiss regelte. Delaneys enge Beziehung zu Kiss’ späterem Manager Bill Aucoin (sie lebten von 1969 bis 1980 zusammen) führte zu seiner Mitarbeit im frühen Stadium der Band. Durch Aucoin bestand auch eine Freundschaft zum späteren Casablanca-Records-Gründer Neil Bogart.

## "The Hottest Band in the Land"
Sean Delaney selbst gab an, dass er Aucoin davon überzeugt habe, Kiss’ Auftritt im Hotel Diplomat anzusehen: Gene (Simmons) hatte uns eine gut klingende Pressemitteilung und eine Pressemappe geschickt. Er listete alle Orte auf, an denen sie gespielt hatten und es waren auch "Kritiken" zu ihren Auftritten dabei. Alles war gefälscht. Ich weiß noch, dass ich lachte und zu Bill sagte: „Wenn sie so weit gegangen sind, um unsere Aufmerksamkeit zu erlangen, dann lass uns gehen und sie uns ansehen“. Und das taten wir dann auch. Die Veranstaltung fand am 10. August 1973 statt.
Nach diesem ersten Mal veranstaltete die Band einen Privatauftritt, zu dem Delaney, Bogart, Aucoin und Joyce Biawitz eingeladen waren. Delaney fand die Darbietung schlichtweg fürchterlich.
Während seiner Zeit mit Kiss war Delaney meist hinter den Kulissen aktiv. Zum Teil arbeitete er als Choreograph, teils als Roadie, dann wieder als Fahrer. In der Frühphase der Band trainierte er sie im Sinne des Wortes, brachte ihnen bei, wie die Mitglieder sich mit Make-up und Kostümen auf der Bühne bewegen sollten und welche Bewegungen beim Publikum die besten Effekte erzielen würden. Einige dieser Aktionen sind bis heute Bestandteil von Kiss’ Auftritten. Außerdem trug er mit Ideen und Vorschlägen zur Gestaltung der jeweiligen Kostüme und Bühnendekoration bei.
Als die Band ab 1976 erfolgreicher wurde, bekam Delaney eine bedeutendere Rolle in Aucoins Managementfirma Rock Steady und gleichzeitig die Gelegenheit, Schallplatten für neuere Gruppen zu produzieren, so zum Beispiel für Billy Squiers erste Band Piper (1977), die ebenfalls von Aucoin gemanagt wurde. Seine bekannteste Arbeit war die Produktion von Gene Simmons’ Soloalbum 1978. Delaney ist Co-Autor des Titels Living In Sin; gleichzeitig produzierte er Peter Criss’ Soloalbum und schrieb mit ihm Rock Me, Baby und I Can't Stop the Rain. Dies ist insofern bemerkenswert, weil sich die Kiss-Mitglieder während der Produktion ihrer zeitgleich aufgenommenen Soloalben streng voneinander abschotteten. Im selben Jahr produzierte er zusammen mit der Band die erste „Best Of“-Platte für Kiss, Double Platinum, die eine Neuaufnahme des Kiss-Klassikers Strutter enthielt, der nun Strutter ’78 hieß und auf den boomenden Discomarkt abzielte.
Ende 1979 beendete Delaney seine Zusammenarbeit mit Kiss, in späteren Interviews betonte er regelmäßig, dass er nur mit der Originalband gearbeitet habe.

## Songwriting mit Kiss
1976 und 1977 war Delaney Co-Autor mehrerer Kiss-Titel:
- Take Me (Stanley/Delaney; Rock and Roll Over)
- Mr. Speed (Stanley/Delaney; Rock and Roll Over)
- Makin' Love (Stanley/Delaney; Rock and Roll Over)
- All American Man (Stanley/Delaney; Alive II)
- Rocket Ride (Frehley/Delaney; Alive II)

Delaney hat nach eigenen Angaben auch an den Titeln Love Gun, I Want You and Rock Bottom mitgearbeitet, ohne dass dies irgendwo erwähnt worden wäre.

## Nach KISS

### Solo
Im Januar 1979 brachte Delaney das Album Highway heraus, das acht selbstgeschriebene Titel und das Smokey-Robinson-Cover You Beat Me to the Punch enthielt. Das Album ist "Gui" (=Bill Aucoin) und den vier Originalmitgliedern von Kiss gewidmet. Als Schlagzeuger wurde Allen Schwartzberg eingesetzt, Luther Vandross hat einen Gastauftritt. Der Titel Spotlights (And Lonely Nights) sollte ursprünglich 1978 auf Peter Criss’ Soloalbum erscheinen.

### Skatt Bros.
Nach dem Album gründete Delaney eine Band namens Skatt Bros. Die Gruppe bestand aus Sean Delaney an den Keyboards, Pieter Sweval am Bass (er war Mitglied der von Aucoin betreuten Gruppe Starz), Richard Martin-Ross an der Gitarre, David Andez (Gitarre), sowie Richie Fontana und Craig Krampf am Schlagzeug. Delaney kannte Fontana aus der Zeit, als er das Album von Piper produziert hatte. Piper waren 1977 Vorgruppe von Kiss auf deren Love Gun Tour in den USA gewesen.
Skatt Bros. veröffentlichten zwei Alben: Strange Spirits (Casablanca Records, 1979), für dessen Promotion ein offensichtlich von den Village People inspiriertes Video des Songs Life At The Outpost gedreht wurde, und dessen Single, Walk the Night, 1980 Platz 9 der Billboard Dance Music/Club Play Singles erreichte. Das zweite Album, Rico And The Ravens (Mercury, 1981), wurde nur in Australien veröffentlicht, weil die Gruppe dort populärer war als in ihrem Heimatland. Die Scatt Bros. veröffentlichten auch eine „Vorschlaghammer-Coverversion“ von Elvis Presley’s Titel Don't Be Cruel als Single (Casablanca NB-2258), bevor die Gruppe sich 1981 auflöste.

### Songwriting
Delaney wirkte als Songwriter unter anderem für Grace Slick, für die er den Titelsong zu ihrem Album Dreams schrieb, ferner für Toby Beau, für dessen Debütalbum er Watching The World go by beisteuerte. Für Starz entstanden Fallen Angel und Sing it, Shout it.

### Hell Box
Seit den späten 1990er Jahren beschäftigte Delaney sich damit, seine Lebensgeschichte aufzuschreiben. In Interviews teilte er wiederholt mit, bei Kiss eine größere Rolle gespielt zu haben, als öffentlich bekannt geworden war. So nannte er zum Beispiel mehrere Songstitel, für die er eine Mitautorenschaft beanspruchte, die ihm aber nicht zuerkannt worden war. Er kündigte mehrfach an, seine Biographie zu veröffentlichen und damit Licht ins Dunkel zu bringen. Er wollte sich hierzu der Hilfe eines Reporters bedienen, der die von Delaney benannten Fakten nachprüfen sollte.
Als Delaney 2003 starb, hinterließ er Material für 118 Seiten, das von dem Journalisten Bryan J. Kinnaird aufgearbeitet wurde, der Delaney zu Lebzeiten versprochen hatte, das Material zu veröffentlichen. Kinnaird veröffentlichte Hell Box 2004 bei XLibris.

## Tod
Sean Delaney starb am 13. April 2003. Als Diabetiker hatte er im Vorfeld mehrere Herzinfarkte erlitten. Lydia Criss und Bill Aucoin nahmen an seiner Beerdigung teil. Delaney ist in der Stadt Orem auf dem Orem City Cemetery in einem Gemeinschaftsgrab mit seiner im Jahr 2000 verstorbenen Schwester beerdigt. Am Fuß des Grabsteins sind unter dem Namen seiner Schwester die Namen ihrer Kinder eingraviert, unter Sean Delaneys Namen befinden sich die Namen der vier Gründungsmitglieder von Kiss: Gene, Paul, Peter und Ace.